# Запис храст код цркве (Витошевац)
Запис храст код цркве (Витошевац) се налази на парцели чији је власник Црквена општина.

## Локација
| Општина             | Ражањ                                                                       |
| Катастарска општина | Витошевац                                                                   |
| Потес               | Прчевица                                                                    |
| Координате          | 43° 45′ 13″ С; 21° 32′ 31″ И / 43.753500000000003° С; 21.541899999999998° И |
| Надморска висина    | 201m                                                                        |

## Карактеристике
Дендрометријске вредности утврђене на терену и сателитским снимцима:
| Стабло                     | Храст |
| Висина стабла              | m     |
| Обим дебла                 | m     |
| Пречник крошње             | 13m   |
| Пречник дебла              | m     |
| Висина дебла до прве гране | m     |

## База записа
Запис је у оквиру Викимедија пројекта "Запис - Свето дрво" заведен под редним бројем 0674.